# (32544) Debjaniroy
(32544) Debjaniroy est un astéroïde de la ceinture principale.

## Description
(32544) Debjaniroy est un astéroïde de la ceinture principale. Il fut découvert le 16 août 2001 à Socorro par le projet LINEAR. Il présente une orbite caractérisée par un demi-grand axe de 2,40 UA, une excentricité de 0,10 et une inclinaison de 6,6° par rapport à l'écliptique.

## Compléments